# Nzingha Prescod
Nzingha Prescod, née le 14 août 1992 à Brooklyn, est une escrimeuse américaine.

## Carrière
Championne du monde junior en 2011, elle remporte aux championnats du monde d'escrime 2015 une médaille de bronze en individuel.

## Palmarès
- Championnats du monde d'escrime
  -  Médaille de bronze aux championnats du monde d'escrime 2015 à Moscou

- Coupe du monde d'escrime
  -  Médaille d'or au tournoi d'escrime de Marseille 2013

- Championnats panaméricains d'escrime
  -  Médaille d'or aux championnats panaméricains d'escrime 2009 à San Salvador
  -  Médaille d'argent aux championnats panaméricains d'escrime 2013 à Carthagène des Indes
  -  Médaille de bronze aux championnats panaméricains d'escrime 2014 à San José
  -  Médaille de bronze aux championnats panaméricains d'escrime 2012 à Cancún
  -  Médaille de bronze aux championnats panaméricains d'escrime 2011 à Reno

## Classement en fin de saison
| Année | 2007 | 2008 | 2009 | 2010 | 2011 | 2012 | 2013 | 2014 | 2015 | 2016 | 2017 | 2018 |
| ----- | ---- | ---- | ---- | ---- | ---- | ---- | ---- | ---- | ---- | ---- | ---- | ---- |
| Rang  | 124  | 75   | 20   | 49   | 15   | 21   | 8    | 10   | 9    | 18   | 166  | 12   |